# Monde cristallisé
Pour l'instant les modèles de l'univers ne sont valables que pour de grandes distances. On ignore complètement les propriétés du temps dans un espace aux distances ultracourtes de l'ordre de la longueur de Planck parce qu'elles n'ont pas encore été explorées par une expérience. Une théorie majeure qui cherche à prédire ce qui se passe à ces distances est la théorie des cordes.
Le modèle du Monde cristallisé ou World Crystal est une alternative basée sur le fait que les cristaux ayant des 
défauts ont la même géométrie non euclidienne que les espaces avec courbure et torsion utilisés dans la théorie de gravitation d'Einstein-Cartan (qui comprend aussi la théorie de relativité générale). Le modèle illustre qu'à des distances de l'ordre de la longueur de Planck, le monde peut avoir des propriétés tout à fait différentes de celles prévue par la théorie des cordes. Le monde cristallisé est également appelé Planck-Kleinert Crystal. 
Dans ce modèle la matière crée des défauts dans l'espace temps qui provoque des courbures et tous les effets de la relativité générale. La théorie a inspiré l'artiste Laura Pesce à créer des sculptures de verre intitulées World Crystal.

## Littérature
- Hagen Kleinert,  Gravity as Theory of Defects in a Crystal with Only Second-Gradient Elasticity, Annalen der Physik, Bd.44, 1987, S.117, online ici:
- Hagen Kleinert, Jan Zaanen World nematic crystal model of gravity explaining the absence of torsion, Physics Letters A 324, 2004, S.361 (Online Preprint é Abstract)
- Hagen Kleinert, Multivalued Fields in in Condensed Matter, Electrodynamics, and Gravitation, World Scientific (Singapore, 2008) (online ici). Voir C. 12
- Marek Danielewski: Defects and diffusion in the Planck-Kleinert Crystal: The matter, gravity and electromagnetism. 2005 (voir ici en angl.).
- Gerardus 't Hooft, Crystalline Gravity, Erice Lectures 2008 and 3rd Stueckelberg Workshop at ICRANet Center, Pescara 2008.